# Trajekt (Zeitschrift, Hinstorff)

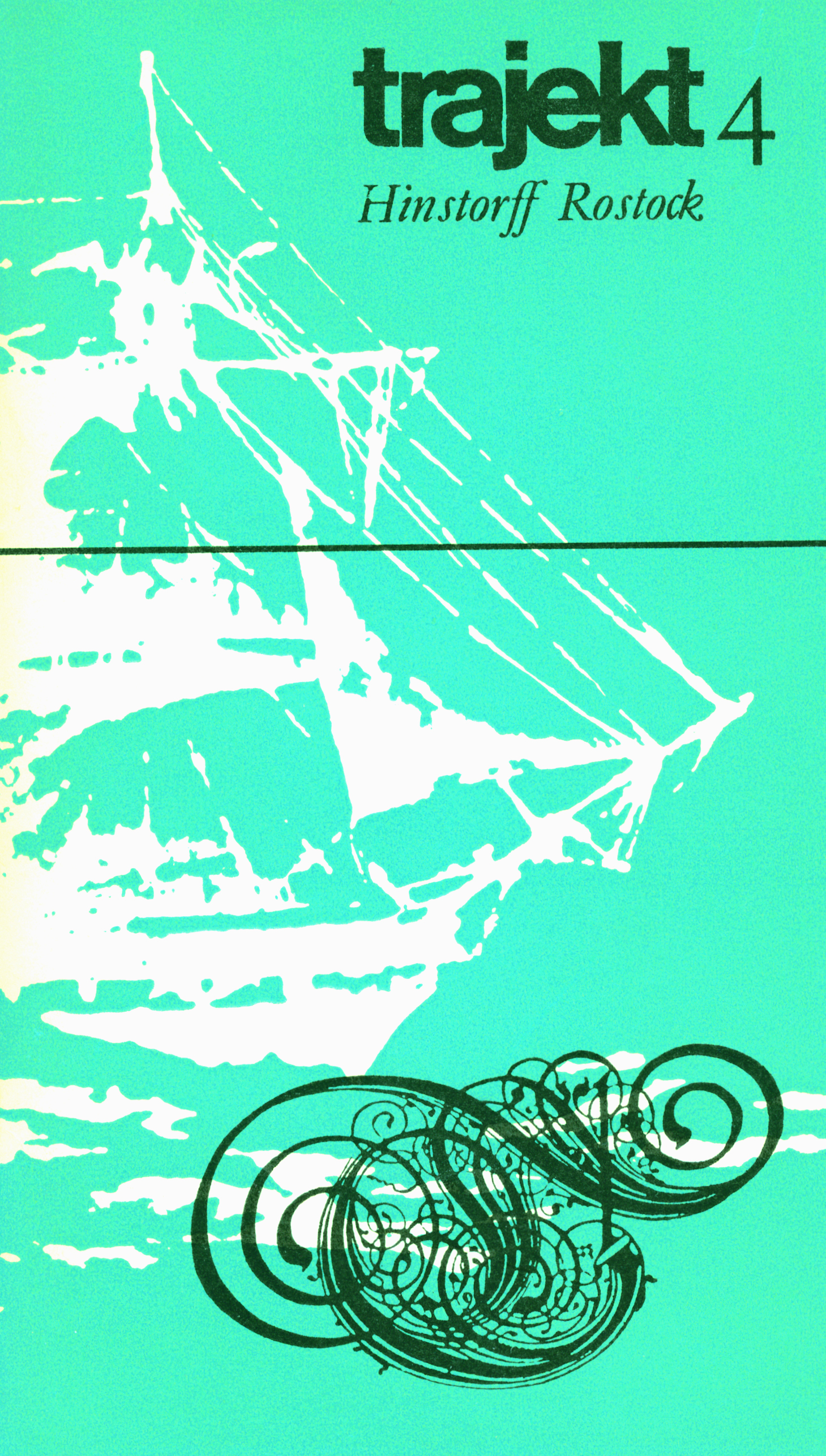
Titelseite der Nummer 4 (1971) der Zeitschrift Trajekt, gestaltet von Heinz Bormann

Trajekt (ZDB-ID 275771-0) war von 1970 bis 1990 die Hauszeitschrift des Hinstorff Verlages in Rostock. Von dem inhaltlich und graphisch anspruchsvoll gestalteten Periodikum im Kleinformat von 19 cm mal 10 cm sind im Verlauf von zwanzig Jahren insgesamt 23 Hefte erschienen.

## Geschichte

### Geschichte der Zeitschrift
Das erste Trajekt-Heft erschien 1970. Es enthielt kein Vorwort und auch keine Mitteilung an die Leser über das Motiv des Verlages. Stattdessen eröffnete das Heft 1 im Innern mit einem farbigen Schmuckblatt des Illustrators Heinz Bormann verbunden mit dem Wunsch: „Auf der großen Welle unserer Zeit dem kleinen Schiff und seiner Besatzung allzeit gute Fahrt mit Kurs auf das nächste Jahrzehnt“. Das vom Leser vielleicht erwartete Editorial zum Anliegen der neuen Zeitschrift blieb auch mit dem Heft 2/1970 aus. Trotzdem fand das Projekt ein positives Echo. Die Herausgeber druckten auf Seite 2 unter der Überschrift Die Fähre eine Rezension nach, die zu dem neuen Periodikum in der Berliner Wochenschrift Die Weltbühne erschienen war. „Verleger träumen von wunderbaren neuen Werbemitteln, die Visitenkarte des Verlages, Prospekt und literarischer Ausweis in einem sein könnten. Manche träumen, andere machen. Was verschiedene der mehr oder weniger betagten Herrschaften unter den Hauszeitschriften unserer Verlage mit ehrwürdiger Patina verdecken. Hinstorffs neue Hauszeitschrift zeigt’s noch blank und mit Verve: knappe und anschauliche Informationen über Bücher, Autoren und Literaturgesellschaft“, hieß es darin. Bewunderung galt selbst dem „bemerkenswert weißen Papier“.
In seiner Trajekt-Reihe annoncierte Hinstorff Neuerscheinungen, erinnerte an Nachauflagen, gab durch Leseproben Ausblicke auf neue Bücher und zitierte Pressestimmen zu gewichtigen Büchern. In den Heften erschienen immer wieder auch Originalbeiträge bei Hinstorff verlegter Autoren. Garniert wurden die Hefte mit Graphik- und Fotoarbeiten. Trajekt galt über 20 Jahre als „frische Literaturbrise“ und „Poesie-Fähre“ aus Rostock.

### Geschichte des Verlages
Hinstorff nutzte seine Hauszeitschrift wiederholt, ausführlich Geschichte und Entwicklung des Verlages darzustellen. Im Heft 12/1979 wurde an 20 Jahre Volkseigener Betrieb Hinstorff Verlag erinnert. Das Heft 14/1981 wurde einem „großen“ Firmenjubiläum gewidmet: Harry Fauth überschrieb seinen Aufsatz 150 Jahre Hinstorff Verlag mit „Traditionen bewahrt, Neues gefördert“. Horst Bien lieferte einen „Glückwunsch, Liebe Freunde bei Hinstorff“ ab. Jürgen Borchert stellte Überlegungen zu einer künftigen Hinstorff-Bibliographie an. Und der Verlag steuerte das Faksimile des alten Verlags-Contracts zwischen Carl Hinstorff und B. Ritzerow bei.
Im folgenden Heft 15/1982 gab es unter der Überschrift Streitbar und offen einen Rückblick auf das vorangegangene Hinstorff-Jubiläum. Unter Nachträge zur Verlagsgeschichte erschienen in Heft 16/1983 unter dem Titel Gelernt bei Hinstorff die Würdigung des ehemaligen Hinstorff-Lehrlings Adolf Marcks, der es im 19. Jahrhundert bis zu einem bedeutenden Verleger in St. Petersburg brachte, und ein Aufsatz betitelt Hinstorff in Chicago. Weitere Nachträge zur Verlagsgeschichte enthielt das Heft 17/1984. In den Heften 19/1987 und 20/1988 feierte Hinstorff seinen Umzug in das Verlagsgebäude Lagerstraße 7 in Rostock (An alter Stätte im neuen Haus, Erste Gäste im neuen Haus). Das Heft 21/1989 nahm sich eines weiteren Verlagsjubiläums an: 3 Jahrzehnte volkseigen – Zahlen und Fakten. Ergänzt wurde dieser Beitrag durch den Abdruck eines Gesprächs, das Jürgen Grambow mit Konrad Reich über den VEB Hinstorff Verlag führte.
Wiederholt galten Beiträge auch dem früheren Hinstorff-Verleger Peter E. Erichson (Hefte 14/1981 und 22/1990).

## Themenhefte

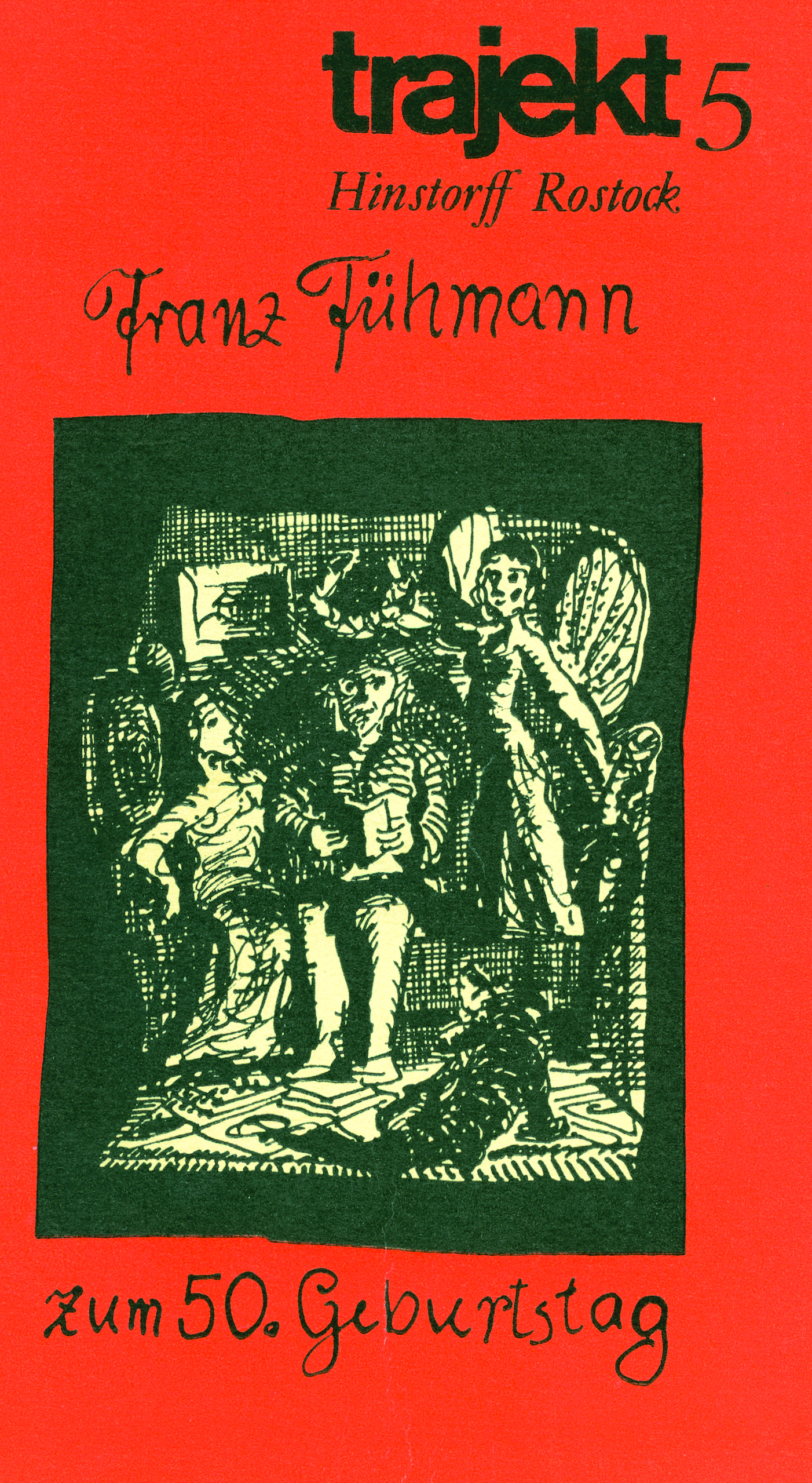
Trajekt 5 war ein Themenheft zum 50. Geburtstag Franz Fühmanns am 15. Januar 1972

Einige wenige Hefte waren Autoren des Hinstorff Verlages gewidmet:
 Heft 5/1972 Franz Fühmann zum 50. Geburtstag am 15. Januar 1972, Heft 6/1972 Fritz Meyer-Scharffenberg zum 60. Geburtstag am 19. Oktober 1972, Heft 7/1973 Erich Arendt zum 70. Geburtstag am 15. April 1973 und Heft 10/1976 dem Hinstorff-Cheflektor und Herausgeber der Gesammelten Werke und Briefe Fritz Reuters Kurt Batt. Das Heft 14/1981 galt dem Jubiläum 150 Jahre Hinstorff Verlag.

## Titelei
Auf dem Titel erschienen in Kleinschreibung der Name „trajekt“ und die jeweilige Heftnummer. Darunter stand der Verlagsname „Hinstorff Rostock“.

## Herausgeber und Redaktion
Der VEB Hinstorff Verlag wurde im Impressum mit seiner Rostocker Anschrift aufgeführt, bezeichnete sich jedoch nicht ausdrücklich als Herausgeber. Als „Verantwortlich für den Inhalt“ zeichneten zeitweise Kurt Batt, Konrad Reich und Klaus Schlesinger (Hefte 1/1970 bis 4/1971 und 6/1972 bis 9/1974). Im Heft 5/1972 wurden diese drei unter „Herausgabe und Redaktion“ angeführt. Heft 10/1976 wurde von Konrad Reich herausgegeben. Für die Hefte 10/1976 und 12/1979 bis 22/1990 lag die Redaktion laut Impressum bei Jürgen Grambow. Die Redaktion des letzten, 1990 in der Wendezeit der DDR erschienenen Heftes „Sonder-trajekt“ besorgten Renate Heincke, Grit Schröter und Horst Mocker.

## Autoren
Zu Wort in den Trajekt-Heften kamen an erster Stelle die Autoren des Verlages, aber auch Autoren, die sich mit den Autoren des Verlages befassten. Einen festen Platz hatten die sogenannten „über“-Beiträge: Renate Apitz über Hans-Georg Lietz’ Roman Das Hexenhaus, Brigitte Birnbaum über Benno Voelkner, Heinz Czechowski über Erich Arendt, Heinrich Ehlers über Rolf Schneiders neuen Roman Der Tod der Nibelungen, Manfred Jendryschik über Erich Köhler, Heinz Knobloch über Fritz Meyer-Scharffenberg, Hans-Georg Lietz über den Roman Hexenzeit von Renate Apitz, Roland Links über Klaus Schlesingers Michael, Gisela Perlet über Per Christian Jersild und über Heðin Brú, Anne Storm über Sven Fagerberg. Beiträger zu den Heften waren auch: Jurek Becker, Kurt Biesalski, Christa Borchert, Jürgen Borchert, Gerhard Branstner, Fritz Rudolf Fries, Franz Fühmann, Peter Goldammer, Peter Jakubeit, Bernd Jentzsch, Heinz Kamnitzer, Rainer Kirsch, Sarah Kirsch, Erich Köhler, Fritz Meyer-Scharffenberg, Gert Neumann, Ulrich Plenzdorf, Ursula Püschel, Egon Richter, Anna Seghers, Rolf Schneider, Armin Stolper, Winfried Völlger, Christa Wolf, Gerhard Wolf.
Von den Angehörigen des Hinstorff Verlages schrieben Beiträge für Trajekt: Kurt Batt (Cheflektor von 1961 bis 1975), Günter Drommer (Lektor für Gegenwartsliteratur), Harry Fauth (Verlagsleiter), Jürgen Grambow (Lektor für Gegenwartsliteratur), Ursula Gunsilius (Fachgebietsleiter für Nordeuropäische Literatur), Wolfgang Heincke (Produktionsleiter), Wolfgang Müns (Fachgebietsleiter für Niederdeutsche und landeskundliche Literatur), Konrad Reich (Verlagsleiter) und Horst Simon (Cheflektor).

## Illustration
Besondere Sorgfalt, verbunden mit hohem künstlerischen Anspruch, verwendete Hinstorff auf die Umschlaggestaltung der Hefte. Die Titelillustrationen stammen von Werner Schinko (Heft 1/1970), Eberhard Binder (2/1970); Klaus Ensikat (3/1970); Heinz Bormann (4/1971); Brigitte N. Kröning (6/1972); Helmut Merten (7/1973); Rosemarie Fret (8/1974); Lothar Reher (9/1974); Werner Schinko (10/1976); Alfred von Bodecker (11/1978); Felix Büttner (12/1979); Rolf Xago Schröder (13/1980); Hartwig Hamer (14/1981); Heinz Holzgräbe (15/1982); Eberhard Kahle (16/1983); Alfred Traugott Mörstedt (17/1984); Carl Hinrichs (18/1986); Heinz Holzgräbe (19/1987); Inge Jastram (20/1988); Heike Bräuer (21/1989); Erika Müller-Pöhl (22/1990) und Eduard Albrecht (Sonder-trajekt 1990). Illustrationen im Innern der Hefte lieferten Manfred Böttcher, Wieland Förster, Bert Heller, Horst Hussel, Adolf Jöhnssen, Dan Jonsson, Werner Klemke, Fritz Koch-Gotha, Harald Kretzschmar, Lothar Mannewitz, Harald Metzkes, Rolf F. Müller, Armin Münch, Ronald Paris, Stefan Plenkers, Nuria Quevedo, Hendrik Röder, Eva Johanna Rubin, Heinrich Vogeler.
Für einige Hefte nennt das Impressum die Gestalter: Horst Wolf (1/1970 und 2/1970) und Wolfgang Heincke (3/1971 bis 8/1974).

### Foto
Der Mittelteil der Trajekt-Hefte enthielt unterschiedlich lange Fotostrecken, zumeist im Umfang von acht oder zwölf Seiten und in Ausnahmefällen auch von 16 Seiten (Fühmann-Heft 5/1972). Der Fototeil der Trajekt-Hefte zeigte Aufnahmen der Autoren des Verlages, von Lesungen, Buchausstellungen, Verlagsveranstaltungen usw. Das Impressum jedes Heftes enthielt ein vollständiges Verzeichnis aller Illustratoren und Fotografen. Unter den Fotografen waren Dirk Alvermann, Hans-Hubertus Brumberg, Jürgen Fensch, Egon Fischer, Christian Kraushaar, Roger Melis, Klaus Morgenstern, Gisela Pätsch, Horst Pedersen, Hildegard Levermann-Westerholz, Hans Wotin.

## Rubriken
Einen festen Platz vom Beginn des Erscheinens bis zum Ende der Reihe hatten Informationen zum Verlagsprogramm von Hinstorff. Diese erschienen im Laufe der Jahre unter wechselnden Rubriken, zunächst „Neuerscheinungen, Nachauflagen, lieferbare Produktion“, später „Neuerscheinungen, Nachauflagen“ (Hefte 12/1979 bis 22/1990). Darüber hinaus enthielten nahezu alle erschienenen Hefte die Rubriken „Hinstorff Informationen – Hinstorff Nachrichten“ und „Zur Person – Zur Sache“. Gelegentlich wurden Pressestimmen zu Hinstorff und seinem Programm wiedergegeben.

## Erscheinen
Für die Heftreihe hatte Hinstorff zunächst halbjährliches Erscheinen angekündigt, hielt dieses Anspruch jedoch nur mit je zwei Heften in den Jahren 1970 bis 1972 (Hefte 1 bis 6) und im Jahr 1974 (Hefte 8 und 9) durch. In späteren Jahren erreichte Hinstorff jährliches Erscheinen (Hefte 7/1973 und 10/1976 bis 22/1990). In den Jahren 1975, 1977 und 1985 erschienen keine Trajekt-Hefte.

## Umfang
Überwiegend hatten die Hefte einen Umfang von 60 Seiten. Den geringsten Umfang hatten die Hefte Sonder-trajekt 1990 mit 40 Seiten und die Hefte 4/1971 und 9/1974 mit 56 Seiten. Am umfangreichsten mit je 132 Seiten waren die Hefte 5/1972 (Franz Fühmann zum 50. Geburtstag) und 14/1981 (150 Jahre Hinstorff Verlag).

## Herstellung
Die zwischen 1970 und 1976 erschienenen ersten zehn Hefte hat die Druckerei „Franz Maecker“ in Neuruppin produziert. Die Herstellung der Hefte 11/1978 bis 21/1989 erfolgte durch die Druckerei der Schweriner Volkszeitung in Schwerin. Für das Heft 22/1990 ist für Satz und Druck das Druckhaus Schwerin ausgewiesen. Satz und Druck des letzten Hefts (Sonder-trajekt 1990) übernahm der Ostsee-Druck in Rostock.

## Auflage
Die Höhe der Auflagen der einzelnen Trajekt-Hefte ist nicht bekannt.

## Sonder-trajekt
Mit dem 1990 erschienenen Heft „Sonder-trajekt“ nahm Hinstorff Abschied von seiner Existenz als Volkseigener Betrieb, obwohl er sich im Impressum noch als „VEB“ auswies. „Die Sorgen sind nicht verklungen“ ist das aus dem Dezember 1989 datierende Vorwort zu dem Heft überschrieben. Auf der letzten Seite ließ der Verlag wissen: „Hinstorff hat einen Betriebsrat, gewählt im Januar ’90.“ Er war damit der erste Verlag der DDR, der sich für solch eine Lösung entschied. Am 8. und 9. November 1989 hatte der Verlag seine Autoren für Gegenwartsliteratur zu Gast. Das Vorwort hält dazu fest: „Als die Hinstorff-Autoren in Rostock waren, hatte Egon Krenz noch drei Posten inne. Als sie Rostock verließen und sich die Pforten bei Hinstorff geschlossen, wurden anderswo Pforten geöffnet. Plötzlich hatte Berlins Mauer tausend Türen.“ Die Idee zu dem Trajekt-Sonderheft kam von den Autoren. Sie wollten darin spontan die Meinungen und Befindlichkeiten jener Tage artikulieren. Die weiteren politischen Ereignisse überrollten dann Autoren wie Verlag. „mancher Beitrag unseres trajekts mutet unterdessen nahezu klassisch an – weil historisch überholt“, heißt es im Vorwort zu den auf 40 Seiten folgenden Beiträgen von insgesamt 15 Autoren. Die „bemerkenswerte Serie“ aus dem Hause Hinstorff habe die Wende „bedauerlicherweise“ nicht überlebt, konstatierte 2002 das Jahrbuch für Bücherfreunde.

## Rezeption
Ein vollständiges Verzeichnis aller Autoren und ihrer in den 23 Trajekt-Heften erschienenen Beiträge liegt im Fritz Reuter Literaturarchiv Hans-Joachim Griephan Berlin.